# Robert Adamson (aktor)
Robert Adamson (ur. 11 lipca 1985 w Salt Lake City) – amerykański aktor. Występował w serialu Lincoln Heights i filmie Program ochrony księżniczek emitowanym na Disney Channel.

## Filmografia

### Filmy
- 2005 – Dr. Chopper jako Nick
- 2008 – Private High Musical jako Trey Belton
- 2009 – Program ochrony księżniczek jako Donnie
- 2009 – Prankster, The jako Eric Hood
- 2009 – To skomplikowane jako Absolwent college'u na przyjęciu

### Seriale
- 2005 – Dowody zbrodni jako Frank (gościnnie)
- 2006 – Lincoln Heights jako Charles
- 2009 – Słoneczna Sonny jako Hayden (gościnnie)
- 2010 – Jonas L.A. jako Ben
- 2012 - Hollywood Heights jako Phil Sanders
- 2012-2018 - Żar młodości jako Noah Newman